# Grammelot
Grammelot (of gromalot) is een verzonnen of geïmproviseerde theatrale taal die gebruikt wordt in (satirische) toneelvoorstellingen in combinatie met geluiden, ritmes, mime en gelaatsexpressies. Dit maakt het mogelijk de censuur te omzeilen en een boodschap over te brengen, ongeacht de taal die het publiek spreekt.
Het is populair gemaakt door de Italiaanse toneelschrijver Dario Fo. Zijn Mistero Buffo (Komisch mysterie) was een satirische voorstellingen met sketches gebaseerd op middeleeuwse bronnen. Het wordt onder andere verteld in Fo's eigen grammelot opgebouwd uit archaïsche Povlakte-dialecten en fonemen uit moderne talen.
In de klei-animatieserie Pingu wordt er ook een eigen geïmproviseerde 'pinguïntaal' gebruikt. Ook in de muziek wordt dergelijke taal soms gebruikt, bijvoorbeeld in het lied Prisencolinensinainciusol, waarin de schijn wordt gewekt dat er Engels wordt gesproken, zonder dat er Engelse woorden worden gebruikt.